# 中畈乡
中畈乡，是中华人民共和国江西省上饶市弋阳县下辖的一个乡镇级行政单位。

## 行政区划
中畈乡下辖以下地区：
中畈村、下叶村、汉墩村、江僚村、芳墩村、下范村、陈塘村、溪湾村、杉山村、显南村和坞垄村。